# BBC UKTV
BBC UKTV是一個可以在澳大利亞及紐西蘭收看的頻道，主要播出英國娛樂節目，節目內容多來自BBC、RTL集團和獨立電視公司。現在BBC UKTV由BBC工作室所有。BBC UKTV於1996年8月在澳大利亞開播。